# Forpost Island
Forpost Island (englisch, russisch Остров Форпост Ostrow Forpost, deutsch ‚Vorposteninsel‘) ist eine kleine Insel vor der Ingrid-Christensen-Küste des ostantarktischen Prinzessin-Elisabeth-Lands. Sie liegt am südwestlichen Ausläufer der Rauer-Inseln.
Norwegische Kartographen kartierten sie 1946 anhand von Luftaufnahmen der Lars-Christensen-Expedition 1936/37. Weitere Luftaufnahmen entstanden bei der US-amerikanischen Operation Highjump (1946–1947), bei einer sowjetischen Antarktisexpedition im Jahr 1956 sowie im Zuge der Australian National Antarctic Research Expeditions in den Jahren 1956 und 1957. Sowjetische Wissenschaftler benannten sie. Das Antarctic Names Committee of Australia übertrug diese Benennung ins Englische.